# Canyoneaustrate
Canyoneaustrate je fontána v Paříži ve 12. obvodu. Jedná se o umělecké dílo z roku 1988, jehož autorem je francouzský umělec Gérard Singer (nar. 1929). Název je složeninou slov canyon (kaňon), eau (voda) a strate (vrstva).

## Umístění
Fontána se nachází ve 12. obvodu mezi Palais omnisports de Paris-Bercy a Parc de Bercy.

## Historie
Dílo bylo vytvořeno v roce 1988 jako zakázka pro město Paříž, které uhradilo polovinu nákladů. Druhou polovinu financovali sponzoři.

## Popis
Betonová fontána je součástí bazénu. Z vodní nádrže stéká voda po stupních (vrstvách), které představují kaňon.